# Hyacinthoides non-scripta
Гіацинтоїдес неописаний (Hyacinthoides non-scripta) — вид рослини родини холодкові.

## Назва
В англійській мові має назву «англійський дзвіночок» (англ. English bluebell).

## Будова
Багаторічна рослина. Листя лінійне, темно-зелене, блискуче 20-45 см довжини. Навесні з'являється однобічне суцвіття з 6-12 синіх звужених дзвоникоподібних пахучих квіток до 2 см довжиною.  Схрещується з Hyacinthoides hispanica.

## Поширення та середовище існування
Зростає на Британських островах, берегах Скандинавії та в Нижніх країнах. Утворює щільний килим у листопадних лісах. 

## Практичне використання
Вирощується як декоративна рослина.

## Цікаві факти
В опитуванні, що мало визначити улюблену квітку для різних частин Британії, англійський дзвіночок був виключений зі списку голосування, оскільки він перемагав в усіх графствах, залишаючи далеко позаду інших претендентів.

## Галерея

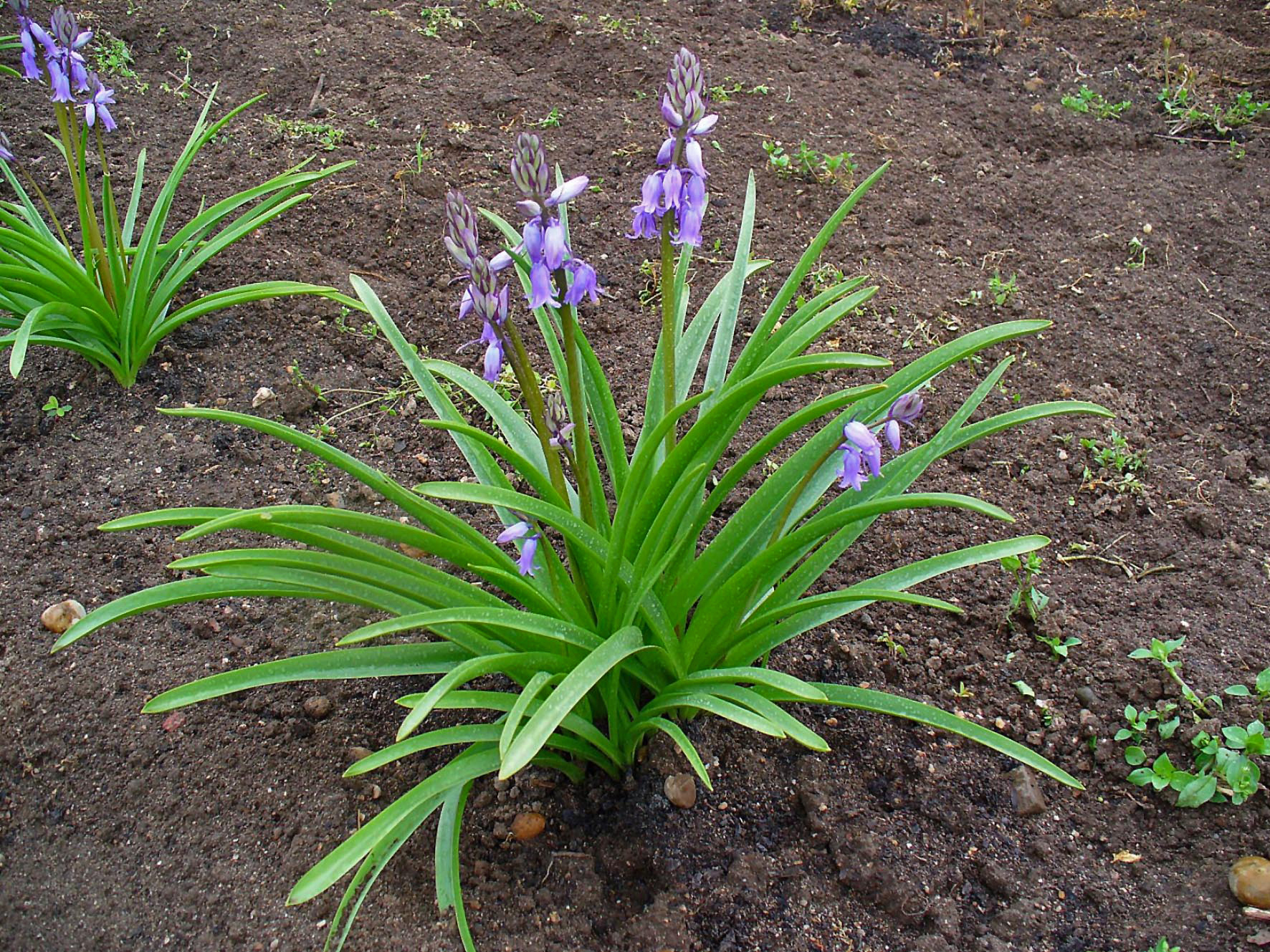
Загальний вигляд рослини
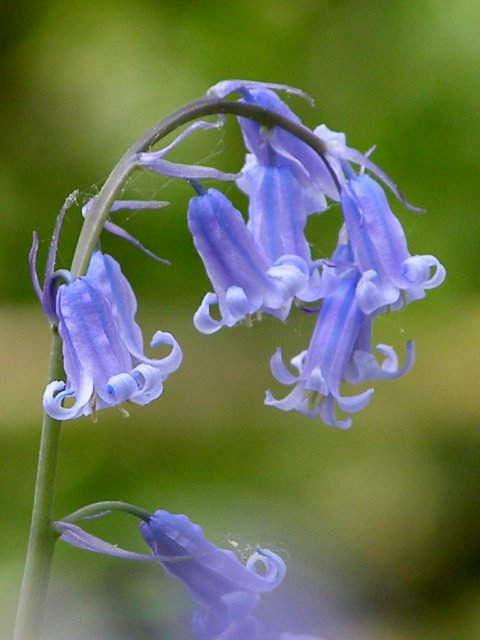
Квіти
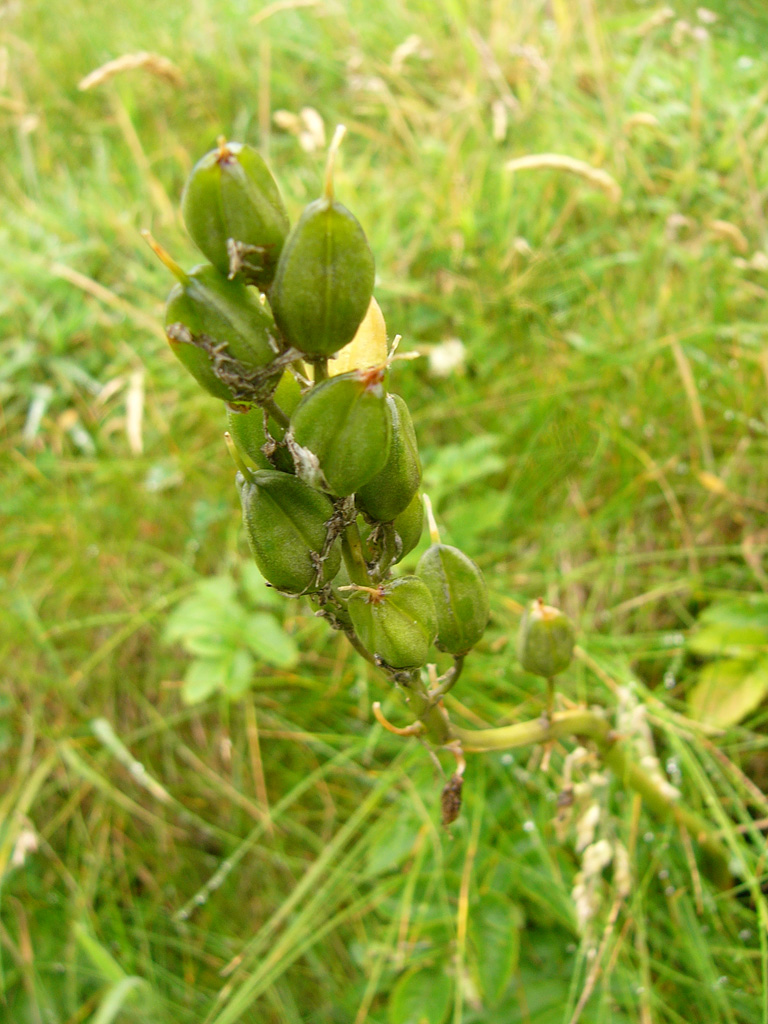
Плоди
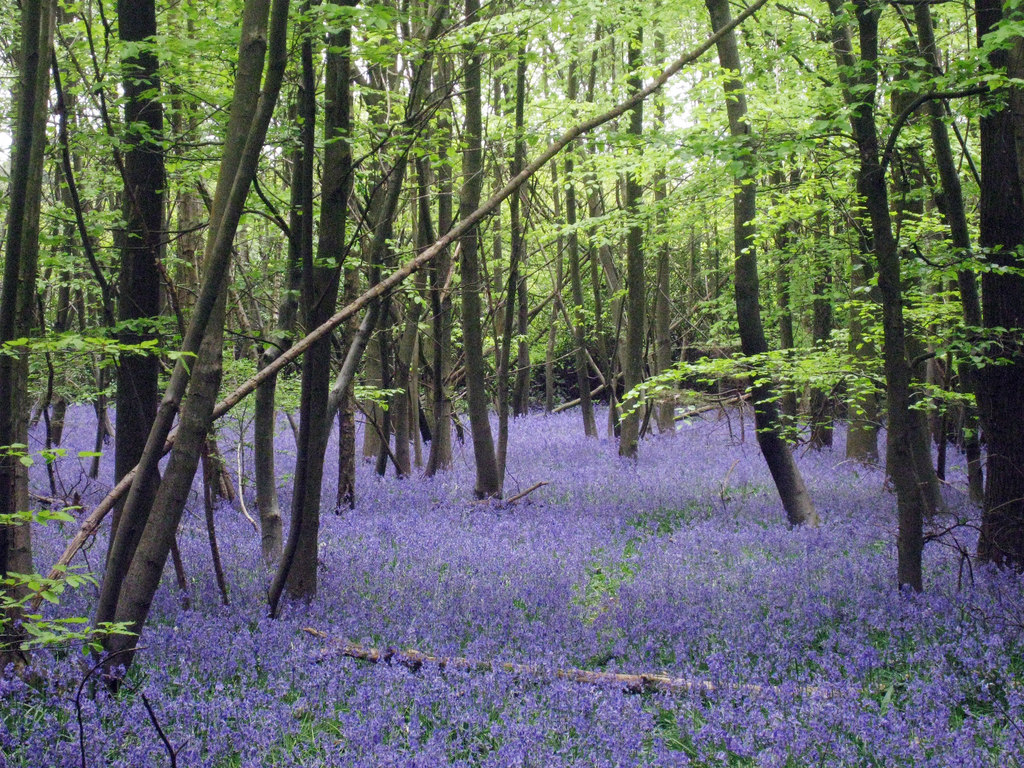
Ліс навесні з килимом квітів
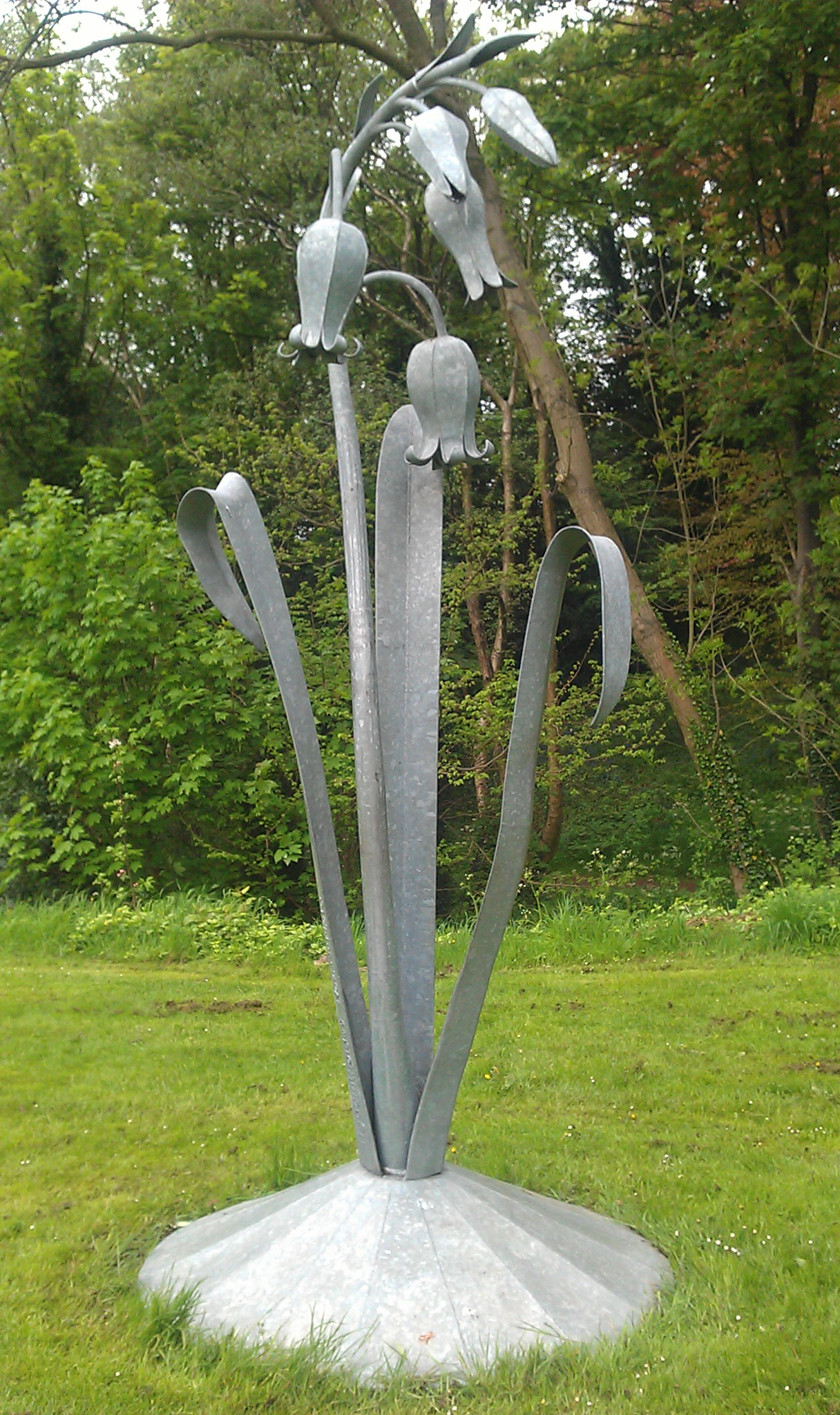
Скульптура